# Molkenprotein
Neben der Fraktion der Kaseine stellen die Molkenproteine, aus dem Englischen kommend auch Whey Protein genannt, die zweite wichtige Proteinfraktion der Milch von Säugetieren dar. Der Proteinanteil der Kuhmilch von circa 3,3 % setzt sich dabei aus ca. 2,7 % Kasein und ca. 0,6 % Molkenprotein zusammen. Im Vergleich zur Tierwelt beträgt der Proteinanteil in der menschlichen Muttermilch nur ca. 0,9 % und der Molkenproteinanteil ist größer als der Kaseinanteil. Molkenprotein gilt als komplettes Protein, da alle neun essentiellen Aminosäuren enthalten sind. Der menschliche Körper kann diese Aminosäuren nicht selbst herstellen und muss sie mit der Nahrung aufnehmen, da sie lebensnotwendig sind. Die Bezeichnung Molkenprotein wird aus dem Umstand abgeleitet, dass die Proteine dieser Fraktion Hauptbestandteil der Proteine in Molke sind.
Molkenproteine sind eine Gruppe verschiedener Albumine und Globuline. Im Einzelnen sind dies:
- α-Lactalbumin ca. 20 % (0,1 % der Kuhmilch)
- β-Lactoglobulin ca. 45 % (0,25 % der Kuhmilch)
- Immunglobuline ca. 10 %
- Proteose-Pepton ca. 20 %
- Serumalbumin ca. 5 %

Molkenproteine sind hitzeempfindlich und denaturieren bei Erhitzen. Beim Aufkochen von Milch ist insbesondere das β-Lactoglobulin für die Haut auf der Oberfläche verantwortlich. Molkenproteine weisen auch einen hohen Gehalt an verzweigtkettigen Aminosäuren auf, wie etwa 20–25 % der meisten Nahrungsproteine. Molkenproteine werden als ernährungsphysiologisch hochwertig eingestuft (hohe biologische Wertigkeit). Sie sind daher Hauptbestandteil der molkenbasierten Proteinpulver zum Muskelaufbau.

## Molkenproteintypen

### Molkenprotein-Konzentrat
Die einfachste Form des Molkenproteins liegt als Molken-Konzentrat vor. Es wird hauptsächlich per Ultrafiltration hergestellt. Molken-Konzentrat besitzt einen Proteingehalt von etwa 70 bis 80 Prozent, sein Kohlenhydrateanteil liegt bei etwa 6 bis 8 Prozent und der Fettgehalt bei 4 bis 7 Prozent. Aufgrund der einfachen Herstellung des Rohstoffes in den Molkereien ist es wesentlich günstiger als Molkenprotein-Isolat und -Hydrolysat. Daher wird es von den Nahrungsergänzungsmittel-Anbietern bei der Herstellung ihrer Produkte als erste Wahl angesehen.

### Molkenprotein-Isolat
Bei der Herstellung von Molkenprotein-Isolat kommen zwei unterschiedliche Verfahren zur Anwendung. Beim Ionentauschverfahren werden die Molkenproteine an den Ionentauscher adsorbiert und eluiert, wodurch die Proteinpräparation mehr Salze enthält. Bei einer Herstellung von Molkenprotein-Isolat im Mikrofiltrationsverfahren werden keine Salze verwendet. Dadurch kann eine besonders hohe Reinheit erreicht werden, mit einem Proteinanteil von etwa 90 bis 96 % sowie einem geringen Fett-, Kohlenhydrate- und Laktosegehalt von weniger als ein Prozent. Des Weiteren ist Molkenprotein-Isolat aufgrund seiner praktischen Laktosefreiheit besonders für Personen mit Laktoseintoleranz geeignet.

### Molkenprotein-Hydrolysat WPH

#### WPH als Nahrungsmittel
Bei der Herstellung von Molkenprotein-Hydrolysat (WPH von eng. 'whey protein hydrolysate') wird das Hydrolyse-Verfahren angewendet. Durch die Hydrolyse (Aufspaltung) der Proteinketten in kleinste Fragmente (Peptide und Aminosäuren), kann Molkeprotein-Hydrolysat vom Körper schneller und leichter resorbiert werden. Magendruck entsteht bei dem leicht aufzunehmenden Protein nicht und es bilden sich keine schwefelhaltigen Gase im Dickdarm. Je höher der Hydrolysegrad, desto hochwertiger und teurer das Protein. Als Nachteil war oft der bittere Geschmack zu nennen. Als bittere Peptide konnten YGLF, IPAVF, LLF und YPFPGPIPN identifiziert werden, die aus α-Lactalbumin, β-Lactoglobulin, Serumalbumin und β-Casein stammten. Molkenprotein-Hydrolysat fand deshalb seine Anwendung hauptsächlich in Aminosäuretabletten und -kapseln, wo der bittere Geschmack nur eine untergeordnete Rolle spielt. In geringen Anteilen werden Molkenprotein-Hydrolysate mit verschiedenen, hochwertigen Proteinen (Mehrkomponenten-Proteine) gemischt, um die Kosten niedrig zu halten und um individuelle Kombinationen aus Geschmack, Verträglichkeit und Eiweißanteil zu erhalten. Je höher der WPH-Anteil, also freie Peptide und Aminosäuren, desto hochwertiger ist das Nahrungsmittel. Der Grad der Aufspaltung wird angegeben in dH (degree of Hydrolysation). Einfach überprüfbar durch Übergießen des Pulvers mit kochend heißem Wasser (Boiling-Test). Falls nicht aufgespaltenes, rohes Protein enthalten ist, führt das zur Klumpenbildung wie bei der Ricottakäse-Herstellung. Nicht jedes Produkt, welches als WPH beworben wird, enthält tatsächlich niedermolekulares WPH.
Leichte Verdaulichkeit, schnelle Magenpassage und gute Resorbierbarkeit machen WPH zu einem geeigneten Sportgetränk.
Bio-fermentierte Molken-/Milchproteine werden zu 100 % aufgespalten und weisen keinen Bittergeschmack auf. Bei schonender und kompletter enzymatischer Aufspaltung ist WPH frei von Protein und Lactose. Der Anteil an BCAA beträgt über 20 %. Das bitter-freie voll hydrolysierte WPH wird als Pulver in Shakes oder bei der Zubereitung von Speisen, dem Mischen mit Käse, in Nudeln, Backwaren, Broten oder Backmittel verwendet.

#### WPH in der Kosmetik
WPH wird bei Körperpflege-Produkten als hydrolyzed whey/milk protein in der INCI-Liste aufgeführt. Bei Protein-freiem WPH beträgt der Peptid-Anteil ca. 80 %, ca. 20 % entfallen auf freie Aminosäuren (free amino acids = FAA). Die Peptide bilden zusammen mit den Aminosäuren und den Hautpeptiden einen natürlichen Abwehr- oder Schutzmantel auf der Haut. Dieser hält die Tenside davon ab, in die Haut einzudringen und Barriere-Lipide zu zerstören, wodurch die Hautfeuchte besser erhalten bleibt. Weiterhin sind die Peptide oberflächen-aktiv und glätten das Haar, was mehr Glanz und verbesserte Kämmfähigkeit verleiht.

### Fermentiertes Molkenprotein
Ähnlich wie beim Molkeprotein-Hydrolysat werden Proteinketten in Peptide aufgespalten, welche vom Körper schneller und leichter resorbiert werden. Die Aufspaltung erfolgt durch natürliche Fermentierung, bspw. mit Kefirkulturen. In diesem Fall wird es auch als Kefir Whey bezeichnet. Es kann als fermentiertes Molkenprotein-Konzentrat als auch als -Isolat hergestellt werden.
Entgegen dem Molkenprotein-Hydrolysat hat fermentiertes Molkenprotein keinen bitteren Geschmack und kann daher auf gewohnte Weise konsumiert werden. Gleichzeitig ist es frei von Laktose und kann lebendige Bifidobakterien aufweisen, welche zu einer besseren Bekömmlichkeit führen.